# クッキーのカーニバル
クッキーのカーニバル（The cookie carnival）（旧題：お菓子祭）は、1935年5月25日に公開されたディズニー製作のアニメ映画。シリー・シンフォニーの作品に入るシンデレラストーリー型のミュージカルアニメ。ベン・シャープスティーン監督。

## ストーリー
ある町にて、様々なクッキーが歌い踊るクッキーカーニバルの日が開かれることになった。そこではクッキークイーンを決めるのだが、女の子クッキーは、素敵なドレスを持っていないため出られないと泣いていた。するとたまたま通りかかった男の子クッキーがお菓子を使って女の子を大変身させる。そして彼女はそのコンテストに出席。クイーンに選出されるも、折角だからキングも決めようとのことでキングも決めることとなった。様々な候補者が集い売り込む中、なかなか決まらなかったので、エクレアの審査員たち自身が売り込もうとしたところ、そこへ男の子クッキーが乱入したことでその人がキングに相応しいとの発表がクイーンからあった。その結果、男の子クッキーと女の子クッキーはめでたく結婚し、いつまでも幸せに暮らすのであった。

## 登場人物
ホーボー・クッキー
本作の主人公で、さすらいの旅人。少女クッキーを元気づけ、ドレスアップさせる。終盤では王となった。
ミス・ボンボン
本作のヒロイン。ぼろぼろの服を着ているのでパーティーに出られず泣いていたが、少年クッキーに元気づけられ、ドレスアップしてもらう。そして女王になった。
審査員
エクレアの審査員。3人いる。
キャンディケインペア
キングの候補者。最初に名乗りを上げた二人組。タップダンスを披露した。
オールドファッションクッキー
床屋を営む二人組。タップダンスを披露した。
エンジェルケーキ
天使の様なケーキ。ペアで登場。歌を歌った。
デビルスケーキ
悪魔の様な見た目をしている。ペアで登場。歌を歌った。
逆さまケーキ
ペアで登場。歌を歌った。
ほろ酔いラムクッキー
トリオで登場。歌を歌った。
ブラスバンド
冒頭で登場。パレードの先頭に立った。

## スタッフ
- 脚本:ピント・コルヴィッグ、テッド・シアーズ
- キャスト:ピント・コルヴィッグ（少年クッキー役）、マーセリット・ガーナー（少女クッキー役）
- 音楽:レイリー・ハーリン
- アニメーション制作
  - ポール・アレン
  - ジョニー・キャノン
  - ウゴ・ドロシー
  - ニック・ジョージ
  - フレディナンド・ハーバス、
  - ジャック・キニー
  - ジョン・マクナウス
  - グリム・ナットウィック
  - ビル・タイトラ
  - ミルト・スチャファー
  - フレッド・スペンサー
  - エドワード・ストリックランド
  - フランク・トーマス
  - ドン・トムスレー